# Сан Пасквале (Фођа)
Сан Пасквале (итал. San Pasquale) је насеље у Италији у округу Фођа, региону Апулија.
Према процени из 2011. у насељу је живело 280 становника. Насеље се налази на надморској висини од 177 м.